# میدان یونیون سان فرانسیسکو
میدان یونیون سان فرانسیسکو (به انگلیسی: Union Square) یک منطقهٔ مسکونی در ایالات متحده آمریکا است که در سان فرانسیسکو واقع شده‌است. این میدان در منطقه‌ای به مساحت ۱/۱ هکتار که در محدوده بلوار گِری، اداره پست پاوِل و خیابان استوک‌تاون در شهر سانفرانسیسکو، کالیفرنیا واقع است. میدان یونیون همچنین دربرگیرنده مرکز خرید، هتل و منطقه تئاتر است که چند بلوک را در محدوده خود دربرگرفته.